# Elma (keresztnév)
Az Elma női név az Alma alakváltozata, valamint a Vilhelma német beceneve.

## Rokon nevek
Alma, Vilhelma

## Gyakorisága
Az újszülötteknek adott nevek körében az 1990-es években szórványosan fordult elő. A 2000-es és a 2010-es években sem szerepelt a 100 leggyakrabban adott női név között.
A teljes népességre vonatkozóan az Elma sem a 2000-es, sem a 2010-es években nem szerepelt a 100 leggyakrabban viselt női név között.

## Névnapok
május 4., július 10.

## Híres Elmák
- Bulla Elma, színésznő